# 王如竹
王如竹（1964年12月—），教授，研究方向为制冷空调中的能源利用、低品位热能制冷技术、太阳能与自然能源利用与建筑节能等。发表论文数百篇，获得多项发明专利，著有《吸附式制冷》、《最新制冷空调技术》、《太阳能制冷》等著作，担任中国太阳能学会常务理事等学会理事、《制冷学报》等期刊编委，获得国际制冷学界的最高荣誉Gustav Lorentzen奖章等荣誉，中华人民共和国教育部第三批“长江学者”特聘教授。

## 生平
1980-1990年，先后获得上海交通大学制冷专业学士、硕士、博士(中德联合培养)学位；
1990年至今，历任上海交通大学动力机械工程系讲师、教授，制冷与低温工程研究所所长职位。